# 莫毅明
莫毅明（1956年5月—）生于香港，籍贯广东东莞，数学家，从事多复变函数论、复微分几何与代数几何的研究。1975年畢業於聖保羅男女中學。1978年取得耶鲁大学硕士学位。1980年取得斯坦福大学博士学位。担任香港大学謝仕榮衛碧堅基金教授（數學）（Edmund and Peggy Tse Professor in Mathematics）、數學系讲座教授、明德教授（HKU Endowed Professor）、数学研究所所长。2015年当选中国科学院院士。2023年回母校聖保羅男女中學演讲。他精通7種語言，熱愛創作詩詞、翻譯自己的作品、旅游以及於空閑時間與他的妻子下棋。在演講上不拿麥克風回答問題，十分精彩，令學生們獲益良多數學的相關知識，全場熱烈地鼓掌歡迎他離開。

## 殊榮
2022年8月，莫毅明獲得第七屆「未來科學大獎」數學與計算機科學獎，以表揚其於數學與計算機科學相關基礎的傑出成就。此獎的頒授除了肯定獲獎工作的原創性和長期重要性以外，亦認同其於國際間產生的巨大影響。獎項的年度得獎人將獲得100萬美元獎金，以支持其研究繼續發展。莫毅明因其創立了極小有理切線簇（VMRT）理論並用以解決代數幾何領域的一系列猜想，以及對志村簇上的 Ax-Schanuel 猜想的證明，而獲得「數學與計算機科學獎」。復幾何是現代數學的一個核心研究方向，在理論物理和數學的其他分支都有重要作用。在與不同合作者的工作裏，莫毅明在復幾何及其應用有兩項基本貢獻。其一是他與 Jun-Muk Hwang 一起創造了代數幾何領域中的極小有理切線簇（the variety of minimal rational tangents, VMRT）。這個理論是基於他早期復幾何的工作上發展起來的，並被應用於證明緊不可約厄米特對稱空間（compact Hermitian symmetric spaces）在凱勒（Kähler）形變下的剛性，以及 Lazarsfeld 關於有理齊次空間上解析影射的一個猜想。其二是他與 Jonathan Pila 和 Jacob Tsimerman 合作，證明了志村簇上的 Ax-Schanuel 猜想。經典的 Schanuel 猜想是數論中的主要猜想之一，志村簇上的 Ax-Schanuel 猜想是 Schanuel 猜想在雙曲幾何中的重要變種。莫毅明與合作者的定理已成為算術幾何中的重要工具。